# لين بوند
لين بوند (بالإنجليزية: Len Bond)‏ (2 ديسمبر 1954 في المملكة المتحدة - ) هو لاعب كرة قدم بريطاني في مركز حراسة المرمى. لعب مع سكونثورب يونايتد وكولتشستر يونايتد ونادي إكزتر سيتي ونادي بريستول سيتي ونادي برينتفورد ونادي توركي يونايتد ويوفل تاون وسانت لويس ستارز ونادي باث سيتي ونادي غلوستر سيتي ونادي ويموث.

## وصلات خارجية
- لين بوند على موقع قاعدة بيانات كرة القدم.إي يو (الإنجليزية)